# Ernst von Saucken
Ernst von Saucken (* 26. September 1856 in Tataren im Kreis Darkehmen; † 12. Dezember 1920 in Berlin, beigesetzt im Familiengrab in Tataren) war ein deutscher Landschafts- und Jagdmaler aus Ostpreußen.

## Leben
Der Sohn des Gutsbesitzers, Mitglied des Reichstages und des Preußischen Abgeordnetenhauses Kurt von Saucken-Tarputschen und der Lina Johanna Emilie Amalie von Saucken war ein Zeichner, der Gefallen an der Natur fand. Seine Ausbildung erhielt er an der Kunstakademie Königsberg sowie seit 1879 Privatunterricht in Düsseldorf bei Christian Kröner. Bis 1884 war er in Düsseldorf tätig, danach in Berlin.
Auf dem elterlichen Gutshof entstanden Werke mit Kühen auf der Weide, Bauern mit Pferd und Pflug, Windhunde und Hasen, teils auch in winterlicher Landschaft – Bilder, die Ruhe und Frieden ausstrahlen. Von Saucken war aber künstlerisch noch vielseitiger, er komponierte, dichtete und modellierte Spielzeugfiguren. Sein Wirkungskreis war jedoch die engere Heimat, als Landschafts- und Jagdmaler war er auf vielen Kunstausstellungen vertreten, vorwiegend in Hannover, München und Berlin sowie beim Kunstverein in Königsberg. Seine Werke entstanden nach seiner eigenen Vorgabe, die lautete: „Kunst ist höchste Ordnung, und das Handwerk steht am Anfang jeder Kunst, die Kunst aber steht am Ende jedes Handwerks“. 
Mit dem Untergang Ostpreußens gingen viele seiner Werke verloren.